# Cyptodon fasciculatus
Cyptodon fasciculatus är en bladmossart som beskrevs av Fleischer 1914. Cyptodon fasciculatus ingår i släktet Cyptodon och familjen Cryphaeaceae. Inga underarter finns listade i Catalogue of Life.